# Normorfin

Strukturformeln för normorfin.

Normorfin, summaformel C16H17NO3, systematiskt namn 3,6α-dihydroxi-4,5α-epoxi-7,8-didehydromorfinan, är en morfinmetabolit. Normorfin själv har en relativt låg opioidaktivitet men kan användas för att framställa andra ämnen med högre aktivitet. Kemiskt är normorfin ett N-demetylerat derivat av morfin.
Substansen är narkotikaklassad och ingår i förteckningen N I i 1961 års allmänna narkotikakonvention, samt i förteckning II i Sverige.